# Baudh
1874
Entités précédentes :
- Raj britannique

Entités suivantes :
- Inde

Baudh est un ancien État princier des Indes aujourd'hui partie de l'Odisha.

## Dirigeants (Râja)
- 1874 - 1879 : Pitambar Deo
- 1879 - 1913 : Jogendra Deo
- 1913 - 1947 : Narayan Prasad Deo